# مردم کنسو
مردم کنسو (انگلیسی: Konso people) که به عنوان خونسی‌تا (Xonsita) نیز شناخته می‌شوند، گروهی قومی هستند که به زبان‌های کوشی شرق دشت سخن می‌گویند و عمدتاً در جنوب غربی اتیوپی ساکن هستند.

## تاریخچه
بر اساس پژوهش‌های هالپایک (۱۹۷۲)، سنت‌های خانوادگی کونسو نشان می‌دهد که این گروه قومی از لحاظ فیزیکی و فرهنگی ترکیبی از اعضای مناطق اطراف هستند.
از نظر ظاهر فیزیکی، افراد کونسو معمولاً اندام‌های کوچک و ظریف دارند، گونه‌های برجسته و چانه‌های نوک‌تیز از ویژگی‌های آنان است. رنگ پوست آنها از قهوه‌ای مایل به قرمز تا تقریباً سیاه متغیر است، اما به‌طور متوسط قهوه‌ای تیره است. برخی از افراد شباهت بیشتری به مردم اورومو دارند و دارای لب‌های نازک‌تر و قد بلندتری هستند؛ در حالی که برخی دیگر دارای ویژگی‌هایی هستند که بیشتر به «آفریقایی‌تبار» شبیه است و قد کوتاه‌تری دارند. طبق گفته هالپایک (۱۹۷۲)، این ویژگی‌های جسمانی بیشتر در میان زنان کونسو مشاهده می‌شود.
جورج مرداک (۱۹۵۹) تأثیر آشکار «نگروئید» در میان کونسو را به آمیزش اولیه با کشاورزان پیش از نیلوتیک نسبت می‌دهد که حدود ۵۰۰۰ سال پیش به بلندی‌های اتیوپی وارد شدند.

## جمعیت‌شناسی

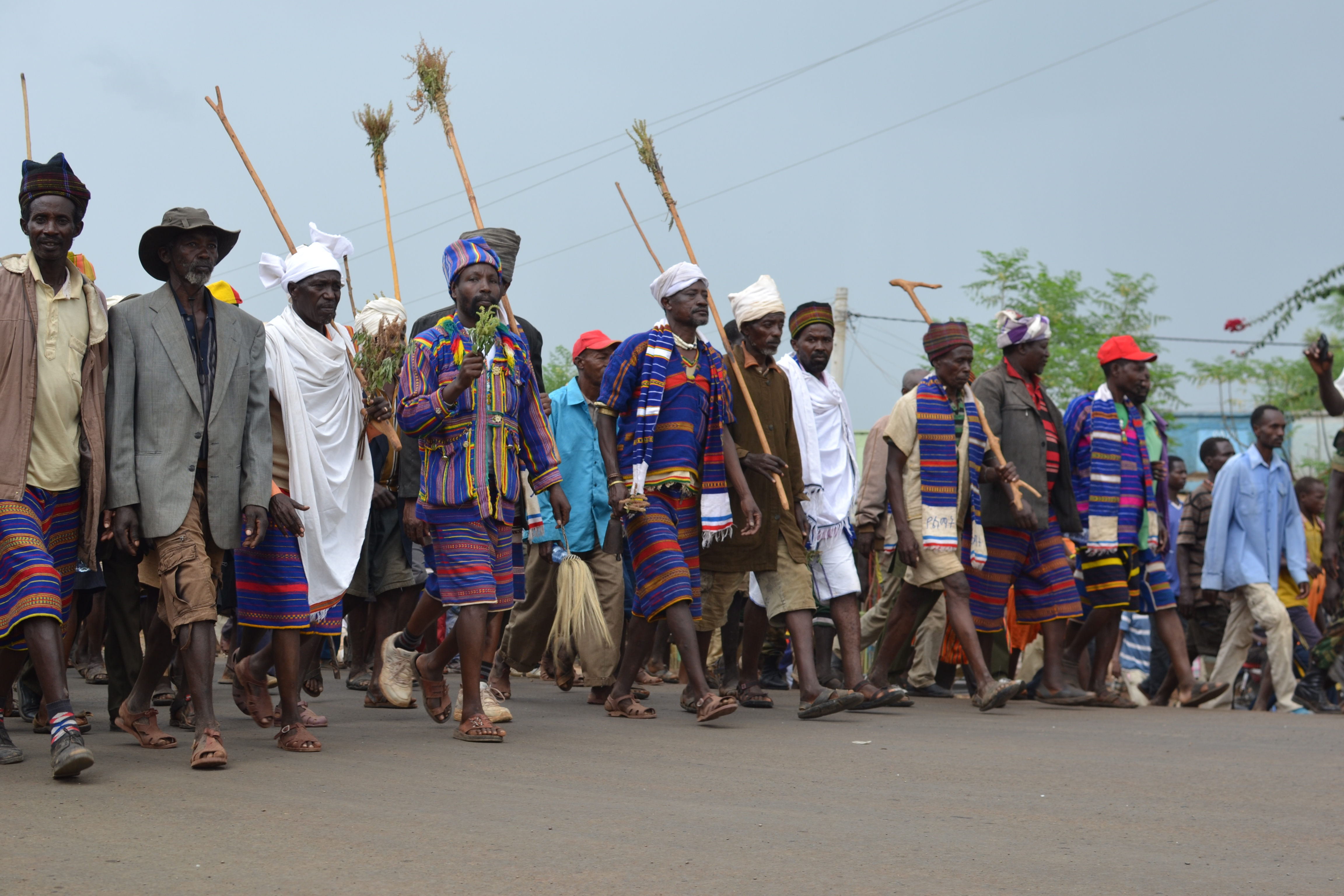
تظاهرات صلح‌آمیز در شهر کراتی

طبق سرشماری ملی اتیوپی در سال ۲۰۰۷، جمعیت کونسو ۲۵۰٬۴۳۰ نفر برآورد شده است که از این تعداد، ۱۰٬۴۷۰ نفر یا ۴٫۱۸٪ ساکن مناطق شهری هستند. بیش از ۸۷٪ از این جمعیت در منطقه ملت‌ها، ملیت‌ها و مردمان جنوبی زندگی می‌کنند.
کونسو عمدتاً در جنوب دریاچه چامو و در پیچ رودخانه ساگان در منطقه ملت‌ها، ملیت‌ها و مردمان جنوبی سکونت دارند. بسیاری از آنان در منطقه کونسو متمرکز هستند. قلمرو کونسو در همسایگی جوامع زبان‌های اوموتی، سیداما و مردم اورومو قرار دارد.
کونسو معمولاً در شهرهای بزرگ زندگی می‌کنند که هر کدام توسط شورایی از ریش‌سفیدان اداره می‌شود. تعدادی از این افراد نیز در بخش‌هایی از شمال کنیا یافت می‌شوند.

## زبان
کونسو به زبان زبان کونسو (که به نام «آفا خونسو» نیز شناخته می‌شود) به عنوان زبان مادری صحبت می‌کنند. این زبان به شاخه زبان‌های کوشی از خانواده زبان‌های آفروآسیایی تعلق دارد. زبان کونسو به چهار گویش تقسیم می‌شود: 
- خلومه
- دورو
- فاشا
- کاراتی.

این زبان از نظر واژگانی با زبان دیرشا شباهت زیادی دارد و امروزه با استفاده از خط گعز نگارش می‌شود.

## ژنتیک
پیشرفت‌های اخیر در تحلیل‌های ژنتیکی به روشن شدن قوم‌زایی مردم کونسو کمک کرده است. تبارشناسی ژنتیکی، ابزاری نوین است که از ژن‌های جمعیت‌های مدرن برای ردیابی خاستگاه‌های قومی و جغرافیایی استفاده می‌کند. این پژوهش‌ها همچنین به روشن‌تر شدن پیشینه احتمالی کونسوی امروزی کمک کرده‌اند.

### دی‌ان‌ای اتوزومی
مطالعات جامع تی‌شکاف و همکاران (۲۰۰۹) دربارهٔ روابط ژنتیکی جمعیت‌های مختلف آفریقا، دی‌ان‌ای اتوزومی کونسو را بررسی کرده است. طبق این تحقیقات، کونسو وابستگی‌های ژنتیکی قابل‌توجهی با گروه‌های آفروآسیایی نشان داده‌اند. آنها همچنین به دلیل تبادلات ژنتیکی گسترده طی ۵۰۰۰ سال گذشته، برخی پیوندها با گویشوران نیلو-صحرا و بانتو در منطقه دریاچه‌های بزرگ آفریقا داشته‌اند.

## فرهنگ

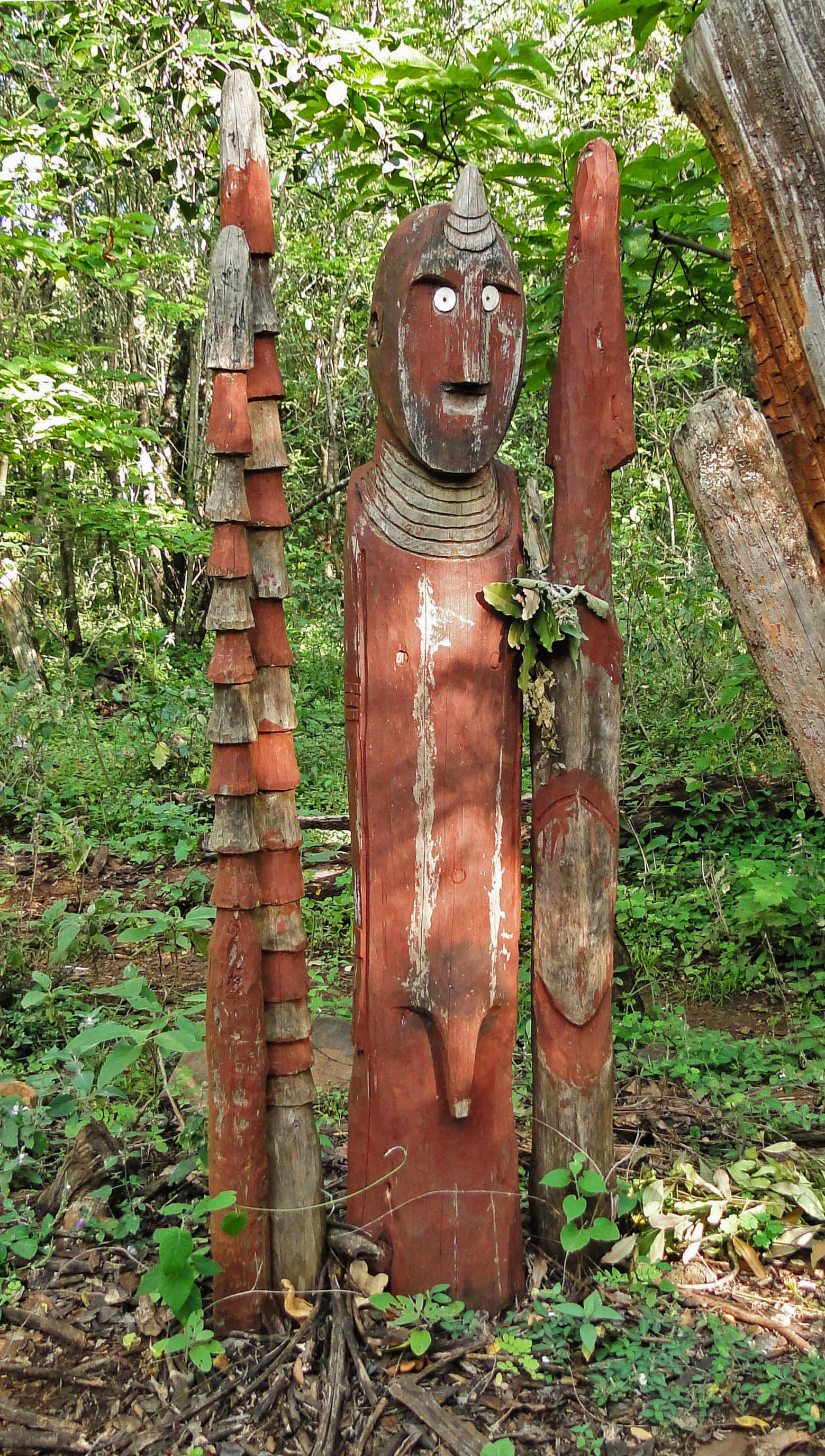
یک واگا (سنگ قبر) در نزدیکی شهر کونسو

با اینکه امروزه تفاوت‌های قابل‌توجهی در آداب و رسوم بین کونسو و همسایگان اورومو مشاهده می‌شود، جامعه کونسو برخی اشتراکات با فرهنگ سنتی اورومو را نیز حفظ کرده است. از جمله این اشتراکات می‌توان به نظام اجتماعی مبتنی بر گادا (رده‌بندی نسل‌ها)، کشیشان عالی‌رتبه و آیین آلت‌پرستی اشاره کرد.
جامعه کونسو عمدتاً کشاورزی است و شامل آبیاری و تراس‌بندی دامنه‌های کوهستانی می‌شود. محصولات اصلی شامل سورگوم دورنگ و ذرت هستند، در حالی که محصولات تجاری مانند پنبه و قهوه نیز کشت می‌شوند. دام‌هایی مانند گاو، گوسفند و بز برای غذا و شیر پرورش داده می‌شوند.
چندزنی در میان کونسو یک عمل پذیرفته‌شده است.

## صنایع دستی
اعضای گروه کونسو کنده‌کاری روی چوب به نام واگا (wagas) را برای گرامیداشت مردگان خود می‌سازند. این کنده‌کاری‌ها به یاد مردی ایجاد می‌شوند که دشمن یا حیوانی را کشته باشد. این مجسمه‌ها معمولاً به‌صورت گروهی چیده می‌شوند و شامل تصاویری از مرد، همسران او و دشمنانش هستند.

## مذهب
از نظر باورهای دینی، کونسو پیرو دینی سنتی هستند که بر پرستش وااک یا واخ متمرکز است. در فرهنگ مرتبط اورومو، وااک به خدای دین اولیه‌ای اشاره دارد که تصور می‌شود گروه‌های کوشی به آن باور داشته‌اند.

## افراد برجسته
- منگیستو هایله ماریام (زاده ۱۹۳۷) رئیس دولت اتیوپی از ۱۹۷۷ تا ۱۹۹۱.